# Chiesa del Sacro Cuore (Tirana)
La chiesa del Sacro Cuore di Gesù (in albanese kisha Zemra e Krishtit), nota anche come chiesa di Santa Maria o semplicemente come chiesa Cattolica (in albanese kisha Katolike), è una chiesa cattolica di Tirana, sita in rruga e Kavajës, 152, parte dell'arcidiocesi di Tirana-Durazzo e amministrata dalla Compagnia di Gesù.
Costruita alla fine degli anni '30, è una delle tre chiese cattoliche di Tirana nel periodo pre-comunista. Oggi solo di rito latino, fino alla chiusura al culto col comunismo, parte della chiesa era riservata ai fedeli cattolici albanesi di rito bizantino (Chiesa greco-cattolica albanese). La chiesa è stata riconosciuta come monumento nazionale nel 2007 con decisione del Ministero del turismo, delle cultura, della gioventù e dello sport.

## Storia
Sebbene dopo secoli di dominio ottomano ci fossero ormai pochi cattolici nell'Albania centrale, zona divenuta a maggioranza musulmana, una piccola chiesa cattolica fu costruita a Tirana già nel 1856. La Chiesa di "Santa Maria", o "Chiesa di Nostra Signora dell'Immacolata Concezione", fu donata dall'imperatore Francesco Giuseppe I d'Austria per aiutare i cattolici albanesi.
A seguito del Congresso di Lushnjë e la proclazione di Tirana quale capitale d'Albania (1920), si ritenne opportuno costruire una nuova e degna chiesa per i cattolici albanesi. La chiesa fu quindi costruita tra il 1938 e il 1940, durante l'occupazione italiana dell'Albania, su progetto dell'architetto Giovanni Santi, venendo consacrata il 24 dicembre 1939.
La chiesa fu progettata su quello che un tempo si chiamava Viale Mussolini, oggi Viale Kavaja a Tirana, e fu la prima chiesa cattolica ad essere costruita nella nuova capitale albanese.
Già circa dieci anni prima, come certifica la documentazione d'archivio del 1929, erano iniziati i lavori per l'approvazione del permesso e la concessione del terreno dove sarebbe sorta la prima chiesa cattolica moderna a Tirana. 
Il 24 giugno 1938 fu posata la prima pietra della nuova chiesa di Tirana. La chiesa fu consacrata dall'arcivescovo Vinçenc Prennushi. La regina Géraldine Apponyi de Nagyappony donò 10 mila franchi d'oro per la sua costruzione. Le vetrate furono donate da Maja Jacomoni di San Savino, moglie del governatore italiano Francesco Jacomoni. Incastonata in una delle absidi la chiesa aveva iconostasi e altare per la liturgia cattolica albanese di rito orientale. Inizialmente, erano previsti anche un campanile e un edificio adiacente per l'ordine, che, a causa della Seconda Guerra Mondiale e di altre circostanze, non furono realizzati.
I contributi alla costruzione della chiesa furono significativi e, in una certa misura, ne costituirono anche il fondamento spirituale. Alla sua costruzione contribuirono persone albanesi comuni di diversa fede e confessione, fino ai due Papi che esercitarono il loro pontificato durante la costruzione della chiesa, Papa Pio XI e Papa Pio XII (che commissionò l'altare). Anche la Chiesa cattolica italo-albanese e personalità di spicco come l'arbëresh Terenzio Tocci, parteciparono attivamente alla sua realizzazione. La comunità religiosa cattolica era impaziente ed entusiasta della costruzione della chiesa cattolica, tanto che le messe iniziarono a essere celebrate prima del completamento dei lavori. 
La chiesa fu inaugurata con la funzione di mezzanotte del 24 dicembre 1939. In essa lo stile neoromanico occidentale si fondeva con quello neobizantino orientale, in completa armonia, e gli elementi della chiesa erano innovativi nel contesto religioso albanese. Murales, vetrate e affreschi, l'immagine della Madre del Buon Consiglio, un organo e altri elementi talvolta bizantini rendevano la chiesa cattolica del Sacro Cuore di Cristo un gioiello nella capitale albanese.
Nel 1967, con l'inserimento in costituzione dell'ateismo di Stato da parte del regime socialista, la chiesa come altri luoghi di culto fu chiusa e riconvertita in cinema col nome "Rinia". La chiesa fu svuotata, con la perdita del suo patrimonio liturgico-artistico. La facciata dell'edificio fu pesantemente modificata per nascondere la funzione originaria dell'edificio e anche gli affreschi vennero rimossi. Durante questo periodo la facciata della chiesa non fu distrutta ma coperta da un muro, grazie all'architetto dissidente Maks Velo, che aveva installato una facciata senza danneggiare i muri e la parte autentica dell'edificio originale. 
Martiri del clero cattolico albanese durante il regime comunista, come Dom Stefan Kurti, Monsignor Vincens Prenushi e circa quaranta altri martiri, associati a questa chiesa, sono apostoli della fede tra gli albanesi.
La riapertura al culto fu nel 1991, avvenuta alla presenza di Madre Teresa di Calcutta, che vi frequentò la scuola elementare e che abitava sulla stessa strada. 
A partire dal 1992 è stato portato avanti un intervento di restauro e riqualificazione del sagrato e della facciata per riportarli allo stato originario. Nell'estate dello stesso anno, la chiesa tornò sotto la guida dei Padri Gesuiti, ricostituendo così la parrocchia.
Dopo la caduta del regime socialista la chiesa divenne concattedrale dell'arcidiocesi di Tirana-Durazzo fino al 2002, anno in cui fu inaugurata la cattedrale di San Paolo.
Nel 2021 sono iniziati i lavori di ampliamento della chiesa, che prevedono anche la costruzione di un campanile, previsto nel progetto originario del 1938, ma mai realizzato. Nel 2024 presso la chiesa è stata inaugurata una biblioteca dedicata al missionario e albanologo padre Zef Valentini.

## Galleria d'immagini

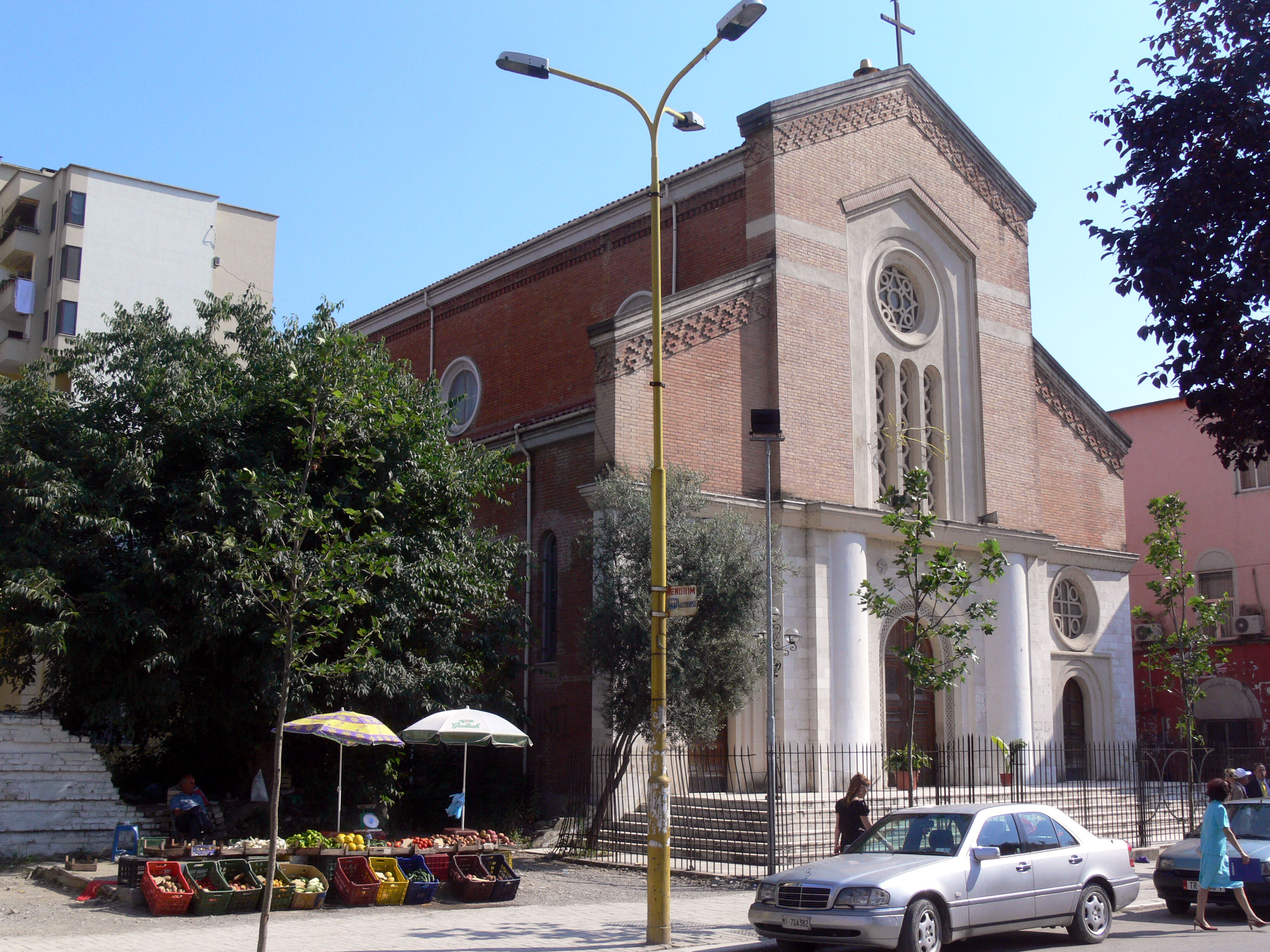
La chiesa post anni '90
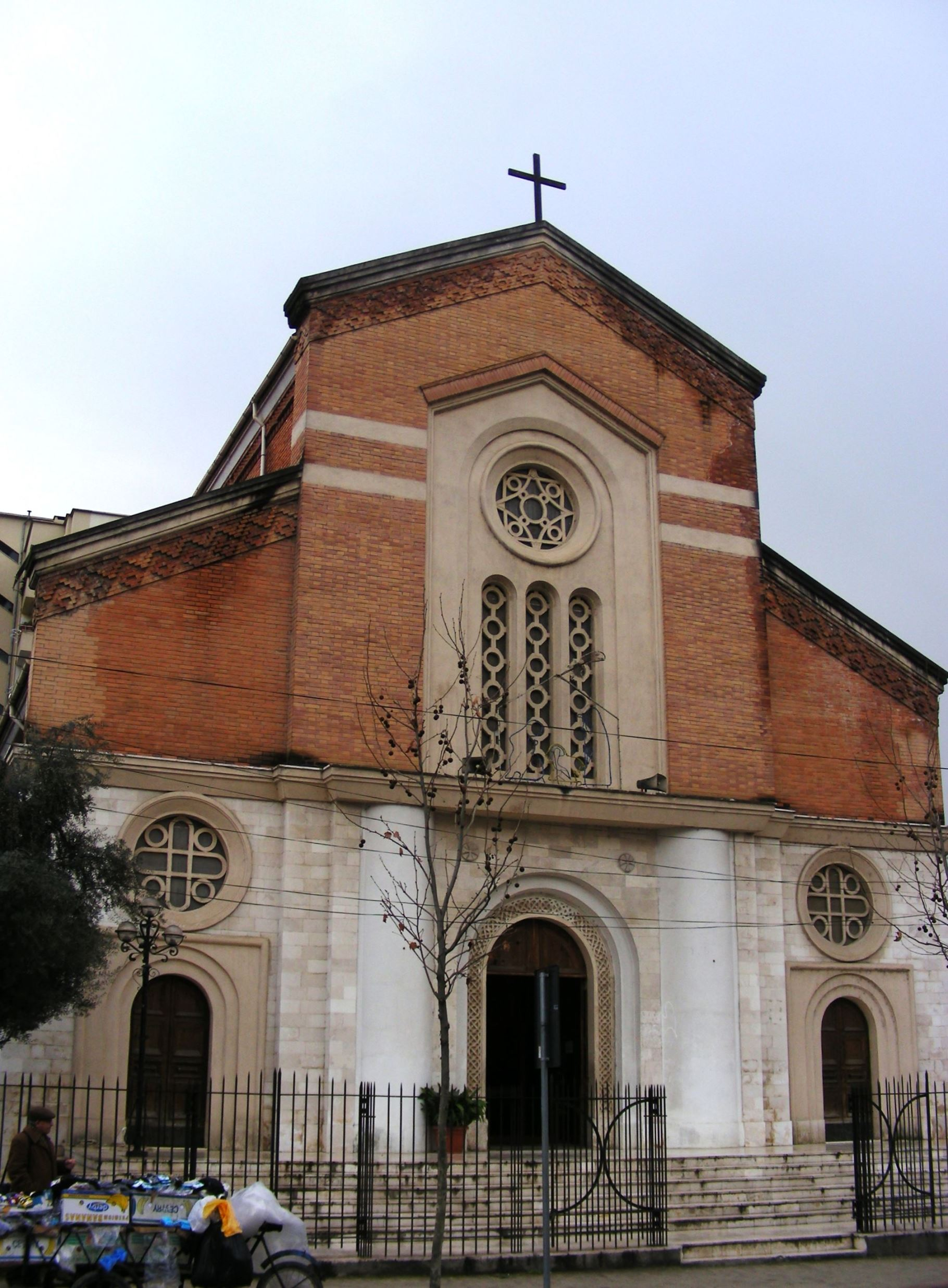
La facciata
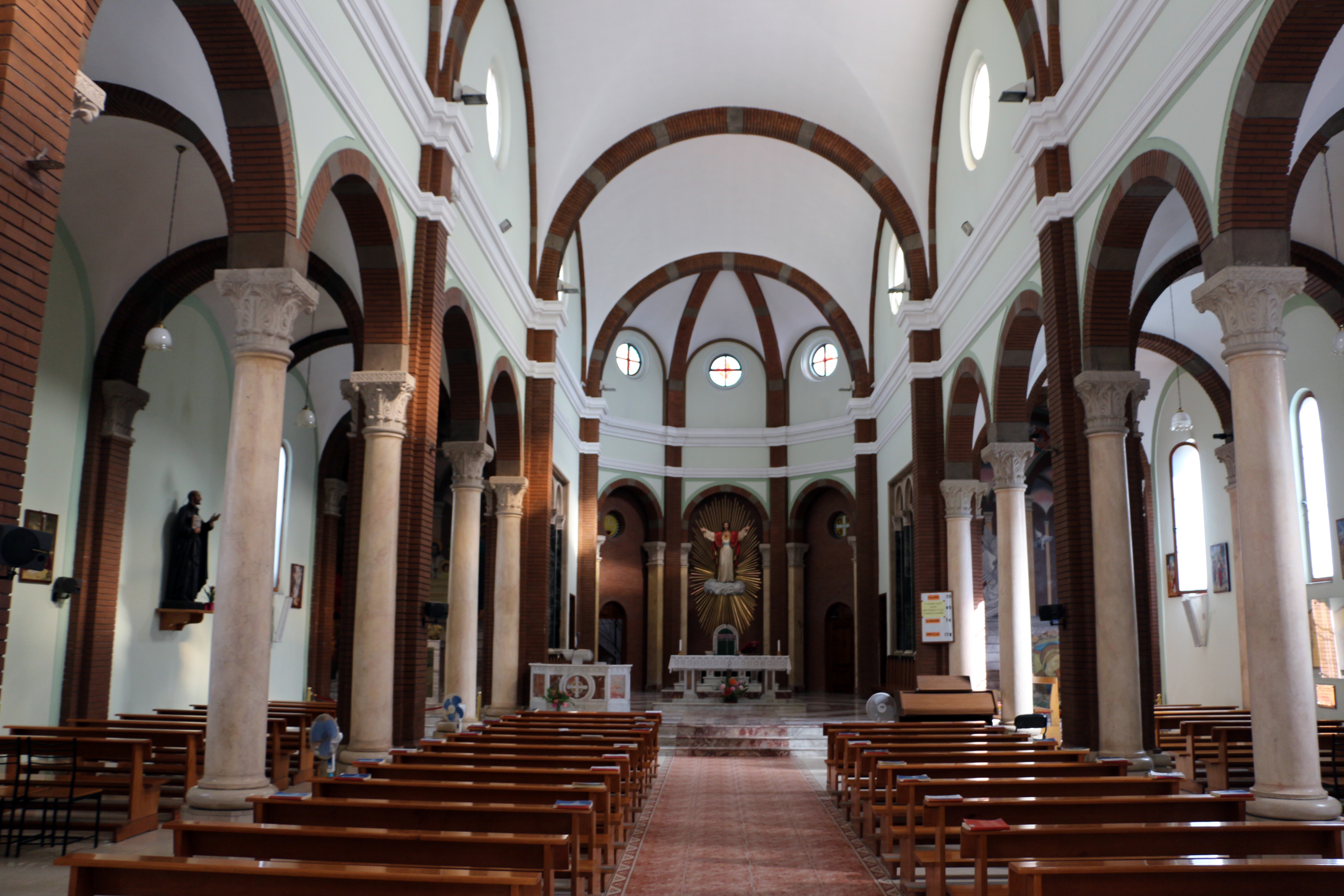
Interno